# 부아메라
부아메라(buah merah)는 인도네시아 파푸아 지역에서 자생하는 뉴기니 섬의 토종식물로 이름은 인도네시아어로 열매를 뜻하는 buah와 빨갛다는 뜻의 merah가 합쳐져서 만들어진 것인데,
인도네시아 서파푸아 지역 주민들이 흔하게 섭취하는 과일이기 때문에 인도네시아적으로 이름이 정해졌다고 한다.

## 개요
파푸아 지역에서만 자생한다고 알려져 있는 부아메라는 잎으로 덮인 새싹을 가진 타원형의 과일로, 부아메라는 길이 55cm , 지름10~15cm, 무게2~3kg에 달한다.
갈색과 황갈색 열매를 맺기도 하지만, 성숙하게 자라면 붉은색을 띈다. 그래서 색깔도 붉고, 크기도 커 뉴기니 섬에서는 붉은 열매의 왕이라고 불린다고 한다.
파푸아 지역 토착민들은 부아메라 열매의 크기가 커서 장작으로도 사용한다. 그러나 많은 뉴기니 섬의 토족부족, Wamena족, 다니족들은 부아메라를 압출해 오일로 짜내서 약용으로 사용한다.

## 식생지역
부아메라는 특이하게도, 인도네시아-파푸아뉴기니의 섬에만 자생하는 식물이다. 뉴기니 섬은 지리상 인도네시아 우측편, 오스트레일리아 북쪽편에 위치한 세계에서 두 번째로 큰 섬이다. 뉴기니 섬은 7,000년간 외부의 도움 없이 농경사회를 지탱해 온 비범한 지역이다.
이는 아마존처럼 저지대에는 열대우림으로 뒤덮혀 있고 섬 중앙 부분엔 산맥이 지나가서 식물들이 자라기엔 최적의 조건이다. 오랫동안 지역의 특이성과 기후로 외부 문명이 감히 침투하지 못한 지역이고, 현재도 다른 지역에 비해 진입하기가 힘들어, 개발이 쉽지 않다고 한다.
그리하여 천혜의 환경과 식물이 자라기엔 최적의 기후로 뉴기니 섬은 제2의 아마존, 유라시아의 허파라고 불린다.

## 효능
부아메라의 치료법 효능에 관한 연구는 Jayapura의 Cendrawasih University (UNCEN) 연구원 Dr.Budi가 만들었다. Dr.Budi는 부아메라를 소비하는 산악지역의 마을에서 지역민의 공동체 습관들을 주의깊게 관찰했다. Dr.Budi가 조사한 바로는 토속민들은 오래전부터 부아메라를 안구질환, 피부질환, 염증와 같은 질병을 치료할 때 쓰였다고 전해진다.
Dr.Budi의 공동체 연구결과, 다른 공동체에 비해 부아메라를 소비하는 공동체들은 견고하고 높은 체력을 지니며, 고혈압, 당뇨병, 심장병, 암 같은 퇴행성 질환에 다른 공동체보다 영향을 받지않았다고 한다.
그리고 최근에 알려진 부아메라의 성분중에 베타크립토잔틴과 베타카로틴의 함량이 다른 과일보다 월등히 많다고 밝혀졌는데, 베타카로틴은 미국 농무부의 USDA 데이터베이스 기준으로 베타카로틴 식품들 사이에서 블랙베리에 335배, 브로콜리 119배, 호박 13.9배, 당근 5.2배이며 베타크립토잔틴의 경우 USDA 데이터베이스 기준으로 오렌지 76배, 귤 22배, 파파야 15배 그리고 최근에 베타크립토잔틴 성분으로 유명해진 땅콩호박에 2.5배로 부아메라가 비교결과 1등을 차지했다고 한다. 베타카로틴은 항산화작용이 있으며, 눈건강에 좋다고 알려진 성분이며 베타크립토잔틴은 폐질환(폐암, 기관지 염), 염증, 류마티스 관절염에 좋다고 한다.

## 가공식품
원산지에서는 생으로 먹고, 부아메라를 압출해 오일로 짜내서 먹기도 한다.
오일로 짜내서 먹을 경우, 원주민들은 오일을 바로 마시지만, 인도네시아 현지 사람들은 오일을 가공해서 여러 식품으로 먹는다.
- 캡슐형태 : 오일을 오롯이 먹을 수 있어서, 부아메라의 효능을 느끼는데 우수한 편이라고 한다. 현지에서 먹을 경우 공장의 상태에 따라 품질이 크게 좌우가 된다고 한다. 잘 확인하고 섭취를 해야한다.
- 스틱형태 : 간편하게 짜 먹는 형태로, 먹기 편하게 만들어진 형태이다.

## 여담
부아메라 오일은 붉은오일이라고 불린다. 빠르게 부패가 되어서 인도네시아 안에서만 먹을 수 있는 귀한 과일이라고 한다. 혹시라도 파푸아 지역 갈 일이 있으면 한번 먹어보도록 하자.
최근에 부패되지 않게 가공되어 나온 오일덕분에 한국에서도 간편하게 먹을 수 있게 캡슐형태의 제품으로 판매되고 있다.